# Дезидерій
Дезидерій (лат. Desiderius) — останній король лангобардів, відомий завдяки тісному зв'язку з Карлом Великим, який був одружений з дочкою Дезидерія.
Дезидерій був королівським офіцером, dux Langobardorum et comes stabuli, «коннетаблем і герцогом лангобардів». Король Айстульф надав йому титули герцога Істрійського та Тосканського. Після смерті Айстульфа у 756 Дезидерій став королем, подолавши повстання попередника Айстульфа Рачіса, який утік з монастиря в Монте-Кассіно. Дезидерій користувався підтримкою Папи Римського Стефана II. На своїй коронації пообіцяв папі повернути Святому Престолу кілька втрачених раніше міст. Пізніше між Дезидерієм і папою Стефаном III (IV) виник конфлікт, оскільки папа був проти одруження Карла Великого з дочкою короля лангобардів.

## Правління
Як його попередники, Дезидерій бажав поширити свою владу в Італії, що й викликало колізії з папою та південними герцогствами. Папа мав намір передати Беневентське та Сполетське герцогства у сеньйоральну залежність королю франків. У 758 герцог Беневентський Лютпранд повстав проти Дезидерія, який швидко розгромив свого противника й подарував герцогство Арехізу. Тоді ж Дезидерій змістив з престолу Албойна і привласнив собі титул герцога Сполетського.
У 771 папа Адріан I анулював шлюб Карла Великого з дочкою Дезидерія Герпергою, яку було відіслано до батька. У той самий час Герберга, вдова брата Карла Великого, що правив до нього, Карломана, вирішила шукати допомогу в короля лангобардів, маючи мету возвести своїх синів на престол короля франків. Дезидерій визнав синів Карломана і Герберги монархами й напав на папу Адріана I, який відмовився коронувати вказаних претендентів.
Тому Карл Великий зі своїм військом у 773 перетнув Альпи й напав на королівство лангобардів. Лангобарди зазнали тяжкої поразки у битві біля Мортари. Пізніше Карл Великий оточив їхню столицю Тіцинум, сучасна Павія. Син Дезидерія, Адельчіз зібрав армію у Вероні, яка була відкинута до узбережжя Адріатичного моря. Адельчіз утік до Константинополя.
Облога Павії тривала до червня 774, коли Дезидерій здався й відкрив міські ворота, отримавши обіцянку збереження життя воїнів і мешканців міста. Дезидерія було вислано до монастиря у Корбі, де він і помер.
Карл Великий привласнив собі титул rex Langobardorum.